# David P. B. Pride
David P. B. Pride auch David Porter Baker Pride (* 22. April 1854 in Windham, Cumberland County, Maine; † 21. März 1894 in Idaho) war ein US-amerikanischer Politiker. Er war 1885 für kurze Zeit kommissarisch Gouverneur des Idaho-Territoriums.
Über Pride gibt es kaum brauchbares Quellmaterial. Er wurde Mitte der 1850er Jahre in Maine geboren und besuchte dann im Alter von 16 Jahren das Westbrook Seminary, ebenfalls in Maine. Nach einem Jurastudium wurde er im Alter von 19 Jahren als Rechtsanwalt zugelassen. Im Jahr 1874 ging er nach Washington, wo er Assistent des Kongressabgeordneten und späteren US-Senators Eugene Hale wurde.
Im Jahr 1881 ließ sich Pride als Rechtsanwalt in Boise (Idaho) nieder. Er wurde stellvertretender Steuereinnehmer und bei der Verwaltung der Bundeslandzuweisungsbehörde angestellt. Zwischen 1884 und 1885 war er Staatssekretär im Idaho-Territorium. In dieser Eigenschaft war er für kurze Zeit amtierender Territorialgouverneur zwischen den Amtszeiten der Gouverneure William M. Bunn und Edward A. Stevenson. Zwischen 1885 und 1887 war Pride Attorney General des Territoriums. Danach verliert sich seine Spur. Im Jahr 1893 wird er in einem Einwohnerverzeichnis der Stadt Boise noch als Rechtsanwalt aufgeführt. Bei der Volkszählung des Jahres 1900 taucht dort sein Name ebenso wenig auf wie in anderen Verzeichnissen.